# Abejones
Abejones es una localidad del estado mexicano de Oaxaca. Es cabecera del municipio de Abejones.

## Demografía
| Censo | Población |
| ----- | --------- |
| 1900  | 842       |
| 1910  | 897       |
| 1921  | 1098      |
| 1930  | 657       |
| 1940  | 748       |
| 1950  | 838       |
| 1960  | 894       |
| 1970  | 1021      |
| 1980  | 1056      |
| 1990  | 1402      |
| 1995  | 967       |
| 2000  | 1421      |
| 2005  | 1046      |
| 2010  | 1009      |
| 2020  | 841       |